# Szczęsny Lankurga
Szczęsny Lankurga, (Feliks Langurga) (zm. przed 26 marca 1551 roku) – wójt wileński w 1527 roku, mieszczanin krakowski.